# Chalco
Chalco byl dostihový kůň, který se narodil v roce 1992. Otcem byl Corvaro a matkou Chalinia. Reprezentoval stáj Viktora Komárka.

## Kariéra
Svou dostihovou kariéru započal roku 1994, to ovšem závod nedokončil. První vítězství si připsal až o rok později s M. Zobalovou na trati 1800 m. V roce 1997 běžel cenu Labe, kde se ukáží možní adepti na VP. Zde se umístil na 2. místě.

## Velká pardubická
Roku 2001 se zúčastnil červnové kvalifikace na Velkou pardubickou a obsadil s R. Havelkou 8. místo. V srpnové kvalifikaci zvítězil s Peterem Gehmem a poté na podzim odstartoval ve 111. ročníku Velké pardubické. Tam zvítězil pod sedlem P. Gehma o 1,5 délky před Peruánem, který útočil na své 4. vítězství. O rok později se také postavil na start Velké, kde ovšem musel být ve třetině dostihu zastaven z důvodu zranění. O 2 měsíce později musel být utracen.